# نقش سه نیزه‌دار
نقش سه نیزه‌دار یکی از آثار باستانی است که در کاخ آپادانا شوش در استان خوزستان واقع در ایران کشف شده‌است. نقش برجسته سه سرباز نیزه‌دار و کمان‌دار سپاه جاویدان، از آجرهای رنگی لعابدار ساخته شده‌است. در این نقش سه سرباز سپاه جاویدان دوره هخامنشی دیده می‌شود که پشت سر هم ایستاده و هر یک نیزه‌ای به دست دارند. این جام در موزه پرگامون برلین نگهداری می‌شود.